# Isopropoxid titaničitý
Isopropoxid titaničitý je organická sloučenina se vzorcem Ti{OCH(CH3)2}4. Používá se jako katalyzátor v organické syntéze; využití nachází také v materiálových vědách.
Titaničité alkoxidy mají často složitější struktury, například krystalický methoxid titaničitý vytváří tetramer se vzorcem Ti4(OCH3)16. Alkoxidy vznikající z alkoholů s většími uhlíkovými řetězci, jako například isopropylalkoholu, se shlukují méně. Isopropoxid titaničitý se v nepolárních rozpouštědlech vyskytuje převážně jako monomer.

## Příprava
Isopropoxid titaničitý se připravuje reakcí chloridu titaničitého s isopropylalkoholem, jako vedlejší produkt vzniká chlorovodík:
TiCl4 + 4 (CH3)2CHOH → Ti{OCH(CH3)2}4 + 4 HCl

## Vlastnosti a použití
Isopropoxid titaničitý reaguje s vodou za vzniku oxidu titaničitého:
Ti{OCH(CH3)2}4 + 2 H2O → TiO2 + 4 (CH3)2CHOH
Tato reakce se provádí při sol-gelové syntéze materiálů obsahujících TiO2 ve formě prášku nebo tenkého povlaku; voda se často přidává v přebytku ty dobytku. Složení a další vlastnosti produktu záleží na přítomnosti přísad (například kyseliny octové), množství vody a podmínkách reakce.
Tato látka se používá jako katalyzátor při Sharplessově epoxidaci, pomocí které lze připravit epoxidy s vysokou enantioselektivitou; také při přípravě některých derivátů cyklopropanu Kulinkovičovou reakcí, která slouží k enantioselektivní oxidaci prochirálních thioetherů.